# جو غارسيا
جو غارسيا (بالإنجليزية: Joe Garcia)‏ هو محامي ومدير وسياسي أمريكي، ولد في 12 أكتوبر 1963 في ميامي بيتش في الولايات المتحدة. حزبياً، نشط في الحزب الديمقراطي.

## مناصب
- في انتخابات مجلس النواب الأمريكي 2012، انتخب عضو مجلس النواب الأمريكي عن دائرة Florida's 26th congressional district [الإنجليزية]‏ وقد انضم خلال فترته النيابية (3 يناير 2013 – 3 يناير 2015) للكتلة البرلمانية الحزب الديمقراطي.
- انتخب بيروقراطي (2009 – 2010).
- انتخب رئيس مجلس الإدارة (1991 – ).
- انتخب عضو مجلس النواب الأمريكي (3 يناير 2013 – 3 يناير 2015).